# Crna Dolina
Crna Dolina su naseljeno mjesto u sastavu općine Prijedor, Republika Srpska, BiH.

## Stanovništvo
| Crna Dolina        |              |
| godina popisa      | 1991.        |
| Srbi               | 249 (98,03%) |
| Hrvati             | 3 (1,18%)    |
| Muslimani          | 0            |
| Jugoslaveni        | 1 (0,39%)    |
| ostali i nepoznato | 1 (0,39%)    |
| ukupno             | 254          |